# PostNL
PostNL, tidigare benämnt TNT (Thomas Nationwide Transport), är ett världsomspännande transportföretag med bas i Nederländerna som erbjuder tjänster inom post-, dokument- och pakettransport internationellt.
De har ett utbud av tidsbestämda expresstjänster i 200 länder och konkurrerar med FedEx, UPS och DHL. Omsättningen år 2009 var cirka 923 miljoner SEK.

## Historia
- 1946 – företaget grundas i Australien som Thomas Nationwide Transport limited (TNT ltd.).
- 1982 – TNT etableras i Sverige.
- 1996 – företaget köpts upp av nederländska statsposten KPN.
- 1998 – KPN slår ihop TNT med deras postdivision PTT till TNT Post Group (TPB).
- 2001 – Peter Bakker tillträder som verkställande direktör i november.
- 2005 – TPG byter namn till TNT, ofta med bolagsformen NV (naamloze vennootschap) tillagt (TNT N.V.).
- 2010 – 2 augusti annonserar företaget att postavdelningen (postväsendet) och expressbudavdelningen (budtjänsten) ska delas upp i två separata företag.
- 2011 – 26 maj avknoppas expressbudavdelningen till ett dotterbolag benämnt TNT Express Worldwide NV(en) och TNT NV byter namn till PostNL. Peter Bakker annonserar att han avgår som verkställande direktör i maj, med avträde i juni. Han ersätts av Harry Koorstra.
- 2012 – Verkställande direktör Harry Koorstra avgår från sätet i april efter ovisshet med styrelsen. Han ersätts av Herna Verhagen.

## TNT Sverige AB
TNT Sverige AB är en del av TNT Express och etablerades i Sverige 1982. TNT Sverige har sitt huvudkontor i Upplands Väsby, där även företagets Stockholmsdepå ligger. TNT Sverige har även kontor och depåer i Helsingborg, Malmö, Göteborg och Örebro, med cirka 400 medarbetare i Sverige. De transporterar årligen runt 3 miljoner försändelser till och från Sverige.

## Verkställande direktör
| Namn           | Period                  |
| -------------- | ----------------------- |
| Peter Bakker   | november 2001–juni 2011 |
| Harry Koorstra | juni 2011–april 2012    |
| Herna Verhagen | april 2012–             |